# Melanodera
Melanodera är ett litet fågelsläkte i familjen tangaror inom ordningen tättingar. Släktet omfattar endast två arter som förekommer i södra Sydamerika i Chile och Argentina ned till Eldslandet och Falklandsöarna:
- Vitkantad tangara (M. melanodera)
- Gulkantad tangara (M. xanthogramma)

Melanodera placerades tidigare i familjen fältsparvar (Emberizidae), men genetiska studier visar att de egentligen är finkliknande tangaror.